# Androni Giocattoli-Sidermec-Bottecchia/Saison 2017
Diese Liste beschreibt die Mannschaft und die Erfolge des Radsportteams Androni Giocattoli-Sidermec--Bottecchia in der Saison 2017.

## Erfolge in der UCI America Tour
In der Saison 2017 gelangen dem Team nachstehende Erfolge in der UCI America Tour.
| Datum      | Rennen                      | Kat. | Sieger           |
| ---------- | --------------------------- | ---- | ---------------- |
| 13. Januar | 1. Etappe Vuelta al Táchira | 2.2  | Raffaello Bonusi |

## Erfolge in der UCI Asia Tour
In der Saison 2017 gelangen dem Team nachstehende Erfolge in der UCI Asia Tour.
| Datum             | Rennen                         | Kat. | Sieger         |
| ----------------- | ------------------------------ | ---- | -------------- |
| 10. September     | 1. Etappe Tour of China I      | 2.1  | Luca Pacioni   |
| 17. September     | 5. Etappe Tour of China I      | 2.1  | Marco Benfatto |
| 19. September     | 1. Etappe Tour of China II     | 2.1  | Kevin Rivera   |
| 21. September     | 3. Etappe Tour of China II     | 2.1  | Marco Benfatto |
| 22. September     | 4. Etappe Tour of China II     | 2.1  | Marco Benfatto |
| 19.–24. September | Gesamtwertung Tour of China II | 2.1  | Kevin Rivera   |

## Erfolge in der UCI Europe Tour
In der Saison 2017 gelangen dem Team nachstehende Erfolge in der UCI Europe Tour.
| Datum        | Rennen                                    | Kat. | Sieger           |
| ------------ | ----------------------------------------- | ---- | ---------------- |
| 23. Februar  | 3. Etappe Tour La Provence                | 2.1  | Mattia Cattaneo  |
| 1. Mai       | 7. Etappe Tour de Bretagne                | 2.2  | Andrea Vendrame  |
| 27. Mai      | 1. Etappe Tour du Jura Cycliste           | 2.2  | Mattia Frapporti |
| 2. Juni      | 1. Etappe Tour of Bihor - Bellotto        | 2.2  | Matteo Malucelli |
| 3. Juni      | 2a. Etappe Tour of Bihor - Bellotto       | 2.2  | Rodolfo Torres   |
| 4. Juni      | 3. Etappe Tour of Bihor - Bellotto        | 2.2  | Matteo Malucelli |
| 2.–4. Juni   | Gesamtwertung Tour of Bihor - Bellotto    | 2.2  | Rodolfo Torres   |
| 9. Juni      | 2. Etappe Slowakei-Rundfahrt              | 2.1  | Matteo Malucelli |
| 16. Juni     | 2. Etappe Tour de Savoie Mont-Blanc       | 2.2  | Egan Bernal      |
| 17. Juni     | 4. Etappe Tour de Savoie Mont-Blanc (EZF) | 2.2  | Egan Bernal      |
| 15.–18. Juni | Gesamtwertung Tour de Savoie Mont-Blanc   | 2.2  | Egan Bernal      |
| 5. Juli      | Prolog Sibiu Cycling Tour (EZF)           | 2.1  | Andrea Palini    |
| 7. Juli      | 2. Etappe Sibiu Cycling Tour              | 2.1  | Egan Bernal      |
| 8. Juli      | 3. Etappe Sibiu Cycling Tour              | 2.1  | Egan Bernal      |
| 5.–9. Juli   | Gesamtwertung Sibiu Cycling Tour          | 2.1  | Egan Bernal      |

## Zugänge – Abgänge
| Zugänge          | Team 2016                            | Abgänge              | Team 2017          |
| ---------------- | ------------------------------------ | -------------------- | ------------------ |
| Davide Ballerini | Hopplà-Petroli Firenze               | Marco Bandiera       | Laufbahn beendet   |
| Raffaello Bonusi | General Store Bottoli Zardini        | Giorgio Cecchinel    |                    |
| Mattia Cattaneo  | Lampre-Merida                        | Francesco Chicchi    |                    |
| Mattia Frapporti | Unieuro Wilier                       | Tiziano Dall’Antonia | Laufbahn beendet   |
| Matteo Malucelli | Unieuro Wilier                       | Alberto Nardin       |                    |
| Fausto Masnada   | Colpack                              | Franco Pellizotti    | Bahrain-Merida     |
| Andrea Palini    | Skydive Dubai-Al Ahli Club           | Daniele Ratto        | Laufbahn beendet   |
| Kevin Rivera     | Scott-TeleUno-BCT                    | Mirko Selvaggi       | Laufbahn beendet   |
| Iván Sosa        | Maltinti Lampadari-Banca di Cambiano | Serghei Țvetcov      | Jelly Belly-Maxxis |
| Matteo Spreafico | Kolss-BDC Team                       |                      |                    |

## Mannschaft
| Teamkader 2017                                             | Teamkader 2017     | Teamkader 2017 | Teamkader 2017                              |
| Name                                                       | Geburtsdatum       | Land           | Vorheriges Team                             |
| ---------------------------------------------------------- | ------------------ | -------------- | ------------------------------------------- |
| Davide Ballerini                                           | 21. September 1994 | Italien        | Hopplà-Petroli Firenze (2016)               |
| Marco Benfatto                                             | 6. Januar 1988     | Italien        | Astana Continental (2014)                   |
| Egan Bernal                                                | 13. Januar 1997    | Kolumbien      |                                             |
| Raffaello Bonusi                                           | 31. Januar 1992    | Italien        | General Store Bottoli Zardini (2016)        |
| Mattia Cattaneo                                            | 25. Oktober 1990   | Italien        | Lampre-Merida (2016)                        |
| Marco Frapporti                                            | 30. März 1985      | Italien        | Idea (2012)                                 |
| Mattia Frapporti                                           | 2. Juli 1994       | Italien        | Unieuro Wilier (2016)                       |
| Francesco Gavazzi                                          | 1. August 1984     | Italien        | Southeast (2015)                            |
| Matteo Malucelli                                           | 20. Oktober 1993   | Italien        | Unieuro Wilier (2016)                       |
| Fausto Masnada                                             | 6. November 1993   | Italien        | Colpack (2016)                              |
| Luca Pacioni                                               | 13. August 1993    | Italien        | Lampre-Merida (2015)                        |
| Andrea Palini                                              | 16. Juni 1989      | Italien        | Skydive Dubai-Al Ahli Club (2016)           |
| Kevin Rivera                                               | 28. Juni 1998      | Costa Rica     | Scott-TeleUno-BCT (2016)                    |
| Iván Sosa                                                  | 31. Oktober 1997   | Kolumbien      | Maltinti Lampadari-Banca di Cambiano (2016) |
| Matteo Spreafico                                           | 15. Februar 1993   | Italien        | Kolss-BDC (2016)                            |
| Alessio Taliani                                            | 11. Oktober 1990   | Italien        | Futura Matricardi (2013)                    |
| Rodolfo Torres                                             | 21. März 1987      | Kolumbien      | Colombia (2015)                             |
| Marco D'Urbano (15. Mär.–31. Dez.)                         | 15. August 1991    | Italien        | Roth (2016)                                 |
| Andrea Vendrame                                            | 20. Juli 1994      | Italien        | Zalf Euromobil Désirée Fior (2016)          |
|                                                            |                    |                |                                             |
| Quellen: ProCyclingStats Cycling Quotient Cycling Archives |                    |                |                                             |